# Thylacodes adamsii
Thylacodes adamsii is een slakkensoort uit de familie van de Vermetidae. De wetenschappelijke naam van de soort is voor het eerst geldig gepubliceerd in 1859 door Mörch.